# Emtinghausen
Emtinghausen là một đô thị ở huyện Verden, trong bang Niedersachsen, nước Đức. Đô thị Emtinghausen có diện tích 21,09 km².